# كيم هاربورت
كيم هاربورت (بالإنجليزية: Kim Harbort)‏ مواليد 4 سبتمبر 1987، هي لاعبة كرة يد أسترالية تلعب كحارس مرمى. مثلت منتخب أستراليا لكرة اليد للسيدات.

## سجل المنافسة
شاركت في البطولات التالية:
- بطولة العالم لكرة اليد للسيدات 2013